# Vivaise
Vivaise är en kommun i departementet Aisne i regionen Hauts-de-France i norra Frankrike. Kommunen ligger  i kantonen Laon-Nord som ligger i arrondissementet Laon. År 2022 hade Vivaise 662 invånare.

## Befolkningsutveckling
Antalet invånare i kommunen Vivaise
Referens: INSEE